# Cycling Independent Reform Commission
Die Cycling Independent Reform Commission (CIRC) (en., dt. etwa: Unabhängige Radsport-Reformkommission) ist eine vom Weltradsportverband Union Cycliste Internationale (UCI) eingesetzte Untersuchungskommission, welche die Aufgabe hatte, die Hintergründe der Dopingaffären im Radsport aufzuklären. Der Bericht der CIRC wurde durch die UCI am 9. März 2015 veröffentlicht.

## Hintergrund und Auftrag
Der Straßenradsport war insbesondere während der Amtszeiten der UCI-Präsidenten Hein Verbruggen von 1992 bis 2005 und Pat McQuaid von 2005 bis 2013 zunehmend in Dopingskandale verwickelt, insbesondere betreffend der Radsportteams Festina und Telekom, den Mediziner Fuentes, Floyd Landis, dem der Sieg der Tour de France 2006 wegen Doping aberkannt wurde, und dem – vor seiner rückwirkenden Disqualifikation – siebenfachen Tour-de-France-Sieger Lance Armstrong. Im September 2013 wurden in einem 54-seitigen Dossier schwere Korruptionsanschuldigungen gegen Verbruggen und seinen Nachfolger im Amt des UCI-Präsidenten McQuaid erhoben: Durch Zeugen und Dokumente sei belegt, dass man von einem Teameigner 250.000 Euro verlangt habe, weiterhin habe man gegen finanzielle Gegenleistungen versucht, die positive Dopingprobe von Alberto Contador 2010 zu vertuschen und den im Jahr 2013 wegen langjährigem Doping gesperrten Armstrong mehrfach begünstigt.
Nachdem die Kritik an der Politik der UCI-Spitze anstieg, wurde Brian Cookson, der mit dem Programm angetreten war, den Verband zu reformieren, am 27. September 2013 zum neuen UCI-Präsidenten gewählt. Im Januar 2014 beauftragte die neue UCI-Führung den ehemaligen Schweizer Staatsanwalt Dick Marty, den CAS-Richter Ulrich Haas und den Kriminalisten Peter Nicholson als Cycling Independent Reform Commission die Ursachen für das Doping im Radsport und die Verantwortlichkeit der UCI und anderer Sportbehörden aufzuklären. Die CIRC führte zur Erfüllung des Auftrags 174 Befragungen von UCI-Personal, Radsportteams, nationalen Verbänden, Medizinern, aktiven und ehemaligen Fahrern, Antidopingorganisationen, nationalen Strafverfolgungsbehörden, Sponsoren, Rennorganisatoren und Journalisten durch.

## Ära Verbruggen / McQuaid
Der veröffentlichte Bericht der CIRC an die UCI enthält keine Beweise für die Vorwürfe der Bestechung und aktiven Vertuschung von Dopingfällen in der Ära der Präsidenten Verbruggen und McQuaid. Die CIRC wies jedoch auf zahlreiche Verstöße der UCI gegen das Antidoping-Reglement und gegen Good-Governance-Prinzipien während der Amtszeit vom McQuaid und seines Vorgängers Verbruggen hin, insbesondere zur Begünstigung von Lance Armstrong.
Insbesondere kritisierte die CIRC die Praxis der UCI entgegen dem eigenen Regelwerk nachträgliche Genehmigungen für den ausnahmsweise zulässigen Gebrauch von eingeschränkt zulässigen Präparaten, Therapeutic Use Exemption (TUE), nach bereits vorliegendem positiven Dopingtest zuzulassen, wie z. B. bei dem Gewinn der Weltmeisterschaften 1997 durch Laurent Brochard (Lidocain) und der Tour de France 1999 durch Lance Armstrong (Kortison). Weiterhin wurde auf einen zeitlichen Zusammenhang zwischen einer Ausnahmegenehmigung für Lance Armstrongs hingewiesen, der aufgrund einer nicht ausreichenden Zeit im UCI-Testpool nach dem Reglement eigentlich bei der Tour Down Under 2009 nicht hätte starten dürfen, und dessen Startzusage bei der Irland-Rundfahrt, die von Pat McQuaids Bruder Darach organisiert wurde. Außerdem sei Lance Armstrong anlässlich von zwei zwar nicht als „positiv“, aber als „sehr verdächtig“ bezeichneten Dopingproben bei der Tour de Suisse 2001 auf Initiative des Weltverbandes durch einen Pharmakologen über das Testverfahren auf EPO unterrichtet worden. Die UCI habe als Spenden deklarierte Geldzahlungen Armstrongs in Höhe von 125.000 Dollar angenommen, auch wenn nicht belegt sei, dass diese Zahlungen im Zusammenhang mit der Vertuschung von Dopingproben stand. Die UCI habe zugunsten Armstrongs Einfluss auf den Bericht des niederländischen Juristen Emile Vrijman genommen, der die positiven Nachtests auf EPO bei der Tour de France 1999 bewerten sollte und auch Armstrongs Partei gegen die World Anti-Doping Agency ergriffen habe. Auch Alberto Contador sei bevorzugt behandelt worden, als er nach dem positiven Dopingtest auf Clenbuterol bei der Tour de France 2010 durch drei UCI-Funktionäre in Spanien persönlich informiert und auf die Möglichkeit eines positiven Tests durch kontaminiertes Fleisch – der späteren Verteidigungsstrategie des disqualifizierten Siegers – hingewiesen worden sei. Schließlich habe Verbruggen die Wahl seines Nachfolgers unangemessen beeinflusst.

## Empfehlungen
Der Bericht der CIRC beschreibt auch Verbesserungen der Anti-Doping-Politik der UCI bereits während der Amtszeit McQuaids durch die Einführung des Biologischen Passes und die Übernahme des Dopingkontrollmanagements durch Anne Gripper im Jahr 2006. Allerdings verweist der Bericht auch auf die offenbar praktizierte Möglichkeit der Umgehung des indirekten Nachweisverfahrens durch die regelmäßige Verabreichung von EPO-Mikrodosierungen während des gesamten Jahres. Auch sei der umstrittene Mediziner Eufemiano Fuentes nach Aussagen von Zeugen weiterhin mit der "Betreuung" von Radprofis beschäftigt.
Der Kampf gegen Doping sei noch lange nicht gewonnen. Viele befragte Fahrer seien der Ansicht, dass Doping auch heute noch weit verbreitet sei. Ein Fahrer habe den Anteil der dopenden Sportler sogar mit 90 % angegeben. Frühere Leistungssteigerungen aufgrund von EPO-Dopings von 10 bis 15 % seien aufgrund der jetzigen Testverfahren jedoch nicht mehr möglich; der Nutzen des EPO-Dopings betrage im Zeitraum der Untersuchung 3 bis 5 %.
Die CIRC empfahl der UCI
- die Anstellung eines Kriminalisten für gezieltere Dopingtests,
- die Informierung der Standessorgansationen und Aufsichtsbehörden, bei der Verwicklung von Medizinern in Dopingpraktiken,
- die Untersuchung von Dopingverdachtsfällen, auch wenn diese bereits verjährt sind und die Bestrafung von Beteiligten, die regelwidrig nicht kooperieren,
- die Überprüfung der Regel, wonach Sportler zwischen 23:00 und 6:00 Uhr nicht getestet werden dürfen,
- die Einführung einer zentralen "Rennapotheke" bei Etappenrennen, um der Übermedikation des Pelotons entgegenzuwirken,
- eine besseren Auswahl der beauftragten Labore,
- die Überprüfung des Wahlverfahrens des UCI-Präsidenten, ggf. einer Beteiligung der Fahrer,
- die Stärkung der Fahrergewerkschaft Cyclistes Professionnels Associés,
- den Umbau des UCI-Ethic-Commitees und
- eine unverzügliche Befassung des UCI-Management-Commitees (dt.: Verwaltungsrat) und eine aktivere Beteiligung aller seiner Mitglieder.

Am 13. März 2015 gab die UCI einige Änderungen aufgrund der Empfehlungen der CIRC bekannt, insbesondere ein strengeres Verfahren bei der Vergabe der Therapeutic Use Exemptions.